# Daniel Williams (Fußballspieler)
Daniel „Danny“ Williams (* 8. März 1989 in Karlsruhe) ist ein ehemaliger deutsch-amerikanischer Fußballspieler. In der Bundesliga spielte er für den SC Freiburg und die TSG 1899 Hoffenheim. Außerdem war er zwischen 2011 und 2017 Nationalspieler der US-amerikanischen Nationalmannschaft.

## Spielerkarriere

### Im Verein

#### Karrierebeginn in Deutschland
Williams wuchs im Karlsruher Stadtteil Hagsfeld auf und spielte mit drei Jahren bei den Bambini des Karlsruher SC. Später wechselte er in die Fußballschule des SC Freiburg, mit deren A-Junioren er 2008 die Deutsche A-Junioren-Meisterschaft mit einem 2:0 über den VfL Wolfsburg gewann. Im Sommer desselben Jahres wechselte er in die Regionalliga-Reserve des SC Freiburg. Der beidfüßige defensive Mittelfeldspieler wurde beim SC auch auf der rechten Abwehrseite und in der Innenverteidigung eingesetzt. In der Regionalliga Süd kam er 60-mal für die zweite Mannschaft des Sportclubs zum Einsatz und erzielte dabei vier Tore. Sein Bundesliga-Debüt gab Williams am 22. Januar 2010 (19. Spieltag) bei der 0:1-Niederlage im Heimspiel gegen den VfB Stuttgart.
In der Sommerpause 2011 wechselte er ligaintern zur TSG 1899 Hoffenheim. Erstmals für die TSG spielte er Anfang September 2011 beim 0:4-Auswärtssieg gegen den 1. FSV Mainz 05, bei welchem er in der 57. Spielminute für Peniel Mlapa eingewechselt wurde. Williams gehörte bei seinem neuen Verein sehr schnell zu den wichtigen Spielern im Kader und absolvierte in seinem ersten Jahr dort 27 Pflichtspiele. Auch in der folgenden Saison 2012/13 gehörte er regelmäßig zur Startelf der Hoffenheimer und erzielte dabei im September 2012 beim 3:1-Heimsieg gegen Hannover 96 sein erstes Tor für die TSG. Das Ende der Spielzeit verpasste er aufgrund einer Verletzung am Sprunggelenk, während die TSG 1899 Hoffenheim den Klassenerhalt erst in der Relegation gegen den 1. FC Kaiserslautern sichern konnte.

#### Wechsel nach England
Im Sommer 2013 verließ Williams die TSG und wechselte zum Premier-League-Absteiger FC Reading in die zweite englische Liga. Bei Reading gehörte er von Beginn an zu den wichtigen Leistungsträgern und absolvierte dort in 4 Jahren 156 Pflichtspiele und erzielte dabei 14 Tore. Allerdings scheitere Williams mit Reading in dieser Zeit an der Rückkehr in die Premier League. In der Saison 2016/17 erreichte man das Finale der Play-offs und verlor dort knapp im Elfmeterschießen gegen Huddersfield Town.
Anfang Juli 2017 wechselte er daraufhin zu Huddersfield Town in die Premier League. In der Premier League spielte er nur noch unregelmäßiger und absolvierte auch wegen mehreren schweren Verletzungen nur 25 Ligaspiele in 2 Jahren. Huddersfield Town stieg in der Spielzeit 2018/19 als Tabellenletzter wieder in die EFL Championship ab.

#### Karriereende in Zypern
Nachdem sein Vertrag in England ausgelaufen war, wechselte er Anfang September 2019 nach Zypern zum Paphos FC. In dieser Saison stand er für Paphos nur bei 11 Ligaspielen auf dem Spielfeld, woraufhin zum Ende der Spielzeit der Vertrag einvernehmlich aufgelöst wurde.
Williams beendete daraufhin seine Karriere als Profifußballer.

### Nationalmannschaft
Seine einzigen Länderspieleinsätze für Deutschland absolvierte Williams für die U-15-Nationalmannschaft. Der US-Nationaltrainer Jürgen Klinsmann berief Daniel Williams am 29. September 2011 für zwei Länderspiele gegen die Auswahl Honduras’ und Ecuadors erstmals in den Kader der A-Nationalmannschaft der USA. Am 8. Oktober 2011 debütierte Williams in Miami gegen Honduras für die Soccer Boys. Sein erstes Länderspieltor erzielte er am 5. Juni 2015 in einem Freundschaftsspiel gegen die Niederlande.

### Erfolge
SC Freiburg
- Meister der A-Junioren Bundesliga Süd/Südwest: 2005/06
- A-Junioren-Pokalsieger: 2005/06
- A-Junioren-Meister: 2007/08

## Persönliches
Williams ist der Sohn eines US-Amerikaners und einer Deutschen. Die Eltern heirateten in der Zeit, als der afroamerikanische Vater bei der US-Armee in Heidelberg stationiert war. Williams hat ein Anrecht auf beide Staatsangehörigkeiten, besaß bis September 2011 aber nur einen deutschen Pass.
Im Sommer 2019 gründete er sein eigenes Modelabel unter dem Namen Beautiful Struggles.